# Битка при Калиник
Битка при Калиник е част от Третата македонска война (172 – 168 г. пр. Хр.), която се води между Римската република и Древна Македония.
Македонците са водени от царя си, Персей, докато римските сили са водени от консула Публий Лициний Крас. Победата е за македонците. Битката е описана от Тит Ливий в „Ab urbe condita“ кн.42, 57 – 60. Калиник е името на хълма, до който се водят бойните действия.  Италийската конница е командвана от брата на консула Крас – Гай Лициний Крас.